# Dimităr Vasilev Iliev
Dimităr Vasilev Iliev (in bulgaro Димитър Василев Илиев?; Montana, 27 luglio 1986) è un calciatore bulgaro, difensore del Template:Calcio Kyustendil.

## Carriera
Nel 2009 debutta con il Montana, squadra della sua città natale.